# Мартина (Ираклијева супруга)
Мартина је била сестричина и супруга источноримског (византијског) цара Ираклија (610—641) и мајка и регенткиња малолетног цара Ираклионе (641.). Остала је упамћена као прва у низу царица које су у дугој византијској историји владале у име својих малолетних синова, али и као једна од најомраженијих владарки у византијској историографији.

## Младост и удаја
Мартина је била кћи Марије, ћерке афричког егзарха Ираклија Старијег, и извесног Мартина. Маријин (старији?) брат Ираклије је 610. предводећи афричку и египатску флоту свргнуо суровог цара Фоку и постао нови владар Источног римског царства (Византије). Ираклије је затим 5. октобра 610. крунисан у цркви Пресвете Мудрости (Аја Софија), а истог дана се оженио Фабијом Еудокијом. Супруга му је родила двоје деце, ћерку Епифанију и сина Ираклија Константина, али је затим умрла 13. августа 613. године после тешког напада епилепсије.
Недуго после смрти прве жене, најкасније 615./616. године, Ираклије се оженио по други пут. Његов избор рођене сестричине за другу супругу изазвао је гласно негодовање у широким круговима. Цариградски патријарх Сергије I, иначе царев верни саветник, назвао је такав брак инцестуозним и незаконитим, али је ипак пристао да обави церемонију венчања. Непосредно након обреда, Ираклије је крунисао Мартину и свечано јој доделио титулу августе коју је носила и покојна царица. Фабија Еудокија је изгледа била популарна међу становницима Константиновог града и Ираклије и његова нова супруга су дочекани погрдама на градском хиподрому приликом првог заједничког појављивања у јавности. Опозиција је дочекала цара и у редовима рођене породице. По Краткој историји цариградског патријарха Нићифора I (806—815), најгласнији у критикама био је Ираклијев брат Теодор који је неретко говорио да је "царев грех стално пред њим".
Ираклије је са Мартином имао деветоро деце, али су два најстарија сина рођени хендикепирани, а још четворо деце је умрло у раном детињству, што је у јавности тумачено као још једна потврда грешности брака. Поред тога, Мартина је стално путовала са Ираклијем током његових ратова са Персијанцима и касније муслиманским Арапима, па је и тим обичајем иритирала јавност, нарочито официре. Управо током једног од царевих похода, у Лазики (данас западни део Грузије), Мартина је 626. године Ираклију родила здравог сина Ираклија Млађег, познатијег под надимком Ираклиона.

## Питање наслеђа
Ираклије је још за Фабијиног живота доделио високе титуле и разне почасти својој деци из првог брака: Епифанија је октобра 612. проглашена за августу, а Ираклије Константин је промовисан у августа јануара 613. године. Током тешких, али успешних похода против Персијанаца током треће деценије 7. века, Ираклије и Мартина су константно одсуствовали из Константинопоља. У самом граду почеле су да колају гласине да је цар, који је био прилично старији од Мартине, потпуно потпао под њен утицај. Други разлог Мартинине непопуларности лежао је у општем уверењу да по сваку цену жели да обезбеди престо својој деци и потисне у други план омиљеног Ираклија Константина.
Ираклије је однео коначну победу над Персијанцима 628. године и 630. године је свечано вратио Истински крст у Јерусалим. Био је то врхунац цареве владавине, али је, из непознатих разлога, лик царице Мартине уклоњен са новца управо 629. године. Можда је у питању био уступак јавном мњењу пре него што је управо популарни Ираклије Константин обавио 632. проглашење малог Ираклионе за цезара. Међутим, за Ираклија, али и само Царство убрзо је дошло до новог, овога пута тежег и одлучнијег преокрета, пошто су након битке на Јармуку у јесен 636. године муслимански Арапи одузели Византији њене провинције на Истоку (Сирију, Јерменију, Месопотамију и Египат). Ираклије је нагло остарио и почео и психички да побољева и 638. се најзад вратио у Цариград. Истовремено, његов најстарији син Ираклије Константин је почео да показује све озбиљније симптоме туберкулозе. Можда управо због тога, последњих година Ираклијеве владе убрзан је процес промоције Мартинине деце: Ираклиона је проглашен за августа у јулу 638. године, а истом приликом је његов брат Давид проглашен за цезара. Ираклије је и две своје ћерке Августину и Мартину Млађу прогласио за августе.

## Царица-мајка
Ираклије је умро 11. фебруара 641. године и сахрањен је, упадљиво, у цркви св. Апостола поред своје прве жене Еудокије. За собом је оставио тестамент по коме је требало да Ираклије Константин и Ираклиона (званично Константин III и Ираклије II) владају као равноправни савладари, али је исто тако требало да поштују Мартину као мајку и царицу. Овакав исход се свакако није допадао сенату и војсци, а вероватно ни цариградској светини, пошто је по први пут у римско-византијској историји једна жена истакнута као потенцијални савладар и регент у вршењу власти. Како је у питању била омражена Мартина, тиме су прилике биле још заплетеније. Са друге стране, Ираклије Константин је имао 28 година и Мартинин надзор му свакако није био потребан, а притом је имао и два сина, Ираклија и Теодосија, чиме је положај Мартине и њеног потомства био у перспективи још неповољнији.
По Ираклијевој смрти, Мартина је сазвала сенат и патријарха Пира и показала им Ираклијев тестамент захтевајући за себе први положај у Царству. Сенатори су јој учтиво, али одлучно одговорили да се задовољи почашћу мајке царева који су ипак владари и господари. Поред тога, за жену је било неприлично да прима страна посланства. После оваквог шамара, Мартина се, по неким изворима, повукла у посебну резиденцију. Ипак, у Цариграду је дошло до оштре поделе између следбеника два цара, а Ираклије Константин је изгледа уживао ширу подршку. Осећајући да му се крај приближава, Ираклијев најстарији син је преко патријарха Пира преузео новац који је његов отац оставио Мартини. Тај новац је затим исплаћен војницима уз молбу умирућег цара да после његове смрти заштите његово потомство. 

## Мартинино регентство
После владе од свега 103 дана, Константин III је умро 24. маја 641. године. Иако је било добро знано да је годинама боловао од туберкулозе, у Цариграду се проширила вест да је Мартина отровала Ираклијевог најстаријег сина. Наводно у томе је имала помоћ патријарха Пира који је нешто раније помогао Константину III да се домогне новца своје помајке. И Пир и Мартина су били следбеници монотелитског учења које је доцније осуђено као јеретичко на Шестом васељенском сабору у Цариграду (680—681), док је Ираклије Константин, по Михаилу Пселу који је живео у 11. веку, био присталица православља. 
По Константиновој смрти, Ираклије II, дечак од петнаест година, је проглашен за јединог цара, а пошто је био на граници пунолетства, Мартина је преузела вођење владарских послова у његово име. Свештенство се одмах изјаснило против нове владе подржавајући Константинове синове. Мартина је убрзо покушала да придобије војску и сваки војник је добио дар од по три сребрњака. Ипак, неколицина официра верних Константину су натерани да се замонаше и послати су у прогонство. Међу њима је био и популарни војсковођа Филагрије. Поред тога, Мартина је обновила политику подршке монотелитима. Александријски патријарх Кир, кога је Ираклије протерао због пада Египта у руке Арапа, опозван је и послат у своју митрополију. У новембру 641. Кир је као царски емисар потписао предају Александрије муслиманским Арапима који су већ држали остатак Египта. 
Чим је Кир послат у Египат у септембру 641. године постало је јасно да ће царска влада и дефинитивно препустити некада најбогатију провинцију Царства Мухамедовим следбеницима. Опште незадовољство Мартинином владом, подгрејано намераваном предајом Александрије, искористио је врховни заповедник Истока и Филагријев пријатељ, Валентин Аршакуни. Способни Јерменин је одреде из Мале Азије довео у Халкедон, град на азијској обали Босфора насупрот Цариграду одакле је објавио да долази како би заштитио Константинове синове. Ираклиона се затим одважно појавио у Халкедону са десетогодишњим синовцем Ираклијем и обећао војницима да ће усинити дечака и учинити га својим савладарем. Војска је само тренутно умирена и Валентин је убрзо почео да пустоши усеве у азијским предграђима Цариграда. У престоници су избили немири и Ираклије II је био принуђен да крунише малог Ираклија коме је окупљени народ извикао владарско име Константин. Због своје младости Ираклије Константин је прозван деминутивом Констанс и остаће упамћен као Констанс II. Међутим, даљи немири су резултовали повлачењем Мартининог сарадника Пира са патријаршијског трона, али је Валентинова побуна умирена. Војсковођа је примирио војску након што је промовисан у заповедника царске гарде ескубитора, а затим је озваничио свој утицај на двор тако што је удао своју ћерку Фаусту за Констанса. Највише што је Мартина могла да учини било је проширивање царског колегијума још једним њеним сином. Цезар Давид, који је био Констансов вршњак, проглашен је августом под именом Тиберије.

## Пад
Мартина је изгледа успела да се споразуме са војском, али је власт њеног сина, тачније њено регентсво, сада угрожено од стране сената. Међу војском у Кападокији појавило се фалсификовано писмо, које су наводно саставили Мартина и Пир, у коме се извесни достојанственик Давид позива да ожени Мартину и уклони синове Константина III. Војска у Малој Азији се поново побунила и у новембру 641. године у Цариграду је избила побуна против Мартининих синова. У дотада незабележеним догађајима, цариградски сенат је прогласио збацивање Ираклија II и његовог брата Тиберија у корист младог Констанса II (641—668). Супротно римском праву, можда под утицајем оријенталних обичаја сада одомаћених у Византији, сенат је наредио сакаћење збачених владара и њихове мајке. Ираклиони и Давиду Тиберију су расечени носеви, Мартини је одсечен језик, а њен најмлађи син Марин је изгледа кастриран. Сакаћење је предузето како би се Мартина и њени синови физичким недостацима дисквалификовали од владарских претензија. Након тога, протерани су на острво Родос. Није познато како су Мартина и њени синови окончали своје животе, али јерменски хроничар Сава, који је живео у 7. веку, је записао да су све четворо побијени након сакаћења.
Мартина је већ за живота важила за непопуларну владарку, пре свега зато што ју је јавност сматрала одговорном за склапање родоскрвног брака са ујаком Ираклијем. Супруга је верно пратила на војним походима, али је то свакако утицало да се отуђи од цариградског јавног мњења. Упркос томе, Ираклије ју је ипак сматрао дораслом државничким пословима пошто ју је тестаментом именовао мајком и царицом својих синова наследника. Међутим, подршка монотелитима и губитак Египта су учинили Мартину омраженом код становника Цариграда, у круговима војске и сената. Када су се ова три, појединачно моћна фактора, ујединила Мартинино краткотрајно регентство је насилно и брзо окончано. У каснијој традицији (епископ Никуа Јован, цариградски патријарх Нићифор I, Теофан Исповедник...) Мартина је приказана као виновник инцестуозног брака и џелат Константина III, а самим тим и посредни кривац за тешке поразе које је Византијско царство у том периоду претрпело од муслиманских Арапа.